# Наріман Осман Джамісі
Наріман Осман Джамісі (крим. Nariman Osman camisi), Мечеть Наріман — мечеть в місті Яни Капу, Автономна Республіка Крим.

## Історія
Фундамент під мечеть був закладений у 2011 році на кошти мусульманської громади міста.
З вересня 2011 року до травня-червня 2012 року мусульманам спільними зусиллями вдалося зібрати 80 тис. гривень.
Кримські татари Яни Капу та Перекопського району періодично проводили акції по збору коштів. У 2012 році свою допомогу запропонував місцевий меценат Шевкет Османов, і будівництво відновилося з новою силою.
У травні 2016 року мечеть відкрила свої двері для вірян. На церемонію відкриття прибутку сотні мусульман зі всіх кутків Криму.